# Javiera Suárez
Pour les articles homonymes, voir Suárez.
Javiera Consuelo Suárez Balbontín, née le 29 décembre 1982 à Santiago du Chili et morte le 12 juin 2019 à Santiago du Chili, est une journaliste, animatrice de radio et présentatrice de télévision chilienne.

## Biographie
Javiera Consuelo Suárez Balbontín a étudié au Santiago Collège et de l'Université Finis Terrae, où il s'est spécialisé dans le journalisme.

## Télévision
| Année        | Programme                       | Rôle                                  | Chaîne         |
| ------------ | ------------------------------- | ------------------------------------- | -------------- |
| 2008         | Juntos, el show de la mañana    | Reporter                              | Canal 13       |
| 2008         | SQP                             | Commentatrice de spectacles           | Chilevisión    |
| 2010         | Pollo en Conserva               | Panéliste                             | La Red         |
| 2011-2012    | Así somos                       | Panéliste                             | La Red         |
| 2011         | La culpa no es del chancho      | Présentatrice                         | UCV Télévision |
| 2011         | 82 entrega de los Premios Oscar | Présentatrice                         | La Red         |
| 2012-présent | Secreto a voces                 | Panéliste/Commentatrice de spectacles | Mega           |
| 2013         | Xtreme Dance                    | Présentatrice                         | Mega           |

## Radio
| Année     | Programme            | Rôle       | Radio     |
| --------- | -------------------- | ---------- | --------- |
| 2011-2012 | El rincón de Salfate | Animatrice | FM Tiempo |